# Championnats du monde de tir à l'arc en salle 2016
Navigation
Édition précédente Édition suivante
Les championnats du monde de tir à l'arc en salle de 2016 sont la 13e éditions bisannuelle des championnats du monde de tir à l'arc en salle organisés par la World Archery Federation (WA). Ils regroupent des compétitions individuelles et par équipes dans les catégories d'arc classique et arc à poulies.
L'événement s'est effectué du 1er mars 2016 au 6 mars 2016 dans la ville d'Ankara en Turquie.

## Résultats[1]

### Classique
| Épreuves                 | Or                                                     | Argent                                                        | Bronze                                                            |
| ------------------------ | ------------------------------------------------------ | ------------------------------------------------------------- | ----------------------------------------------------------------- |
| Individuel hommes        | Heorhiy Ivanytskyy Ukraine                             | Sergii Mararevych Ukraine                                     | Brady Ellison États-Unis                                          |
| Individuel hommes junior | David Pasqualucci Italie                               | Dan Olaru Moldavie                                            | Rok Bizjak Slovénie                                               |
| Individuel femmes        | Lisa Unruh Allemagne                                   | Natalia Lesniak Pologne                                       | Claudia Mandia Italie                                             |
| Individuel femmes junior | Su Szu-ping Taipei chinois                             | Tatiana Andreoli Italie                                       | Chang Rong-jia Taipei chinois                                     |
| Par équipe hommes        | Allemagne Florian Floto Carlo Schmitz Florian Kahllund | France Olivier Tavernier Thomas Antoine Florent Mulot         | Russie Alexander Kozhin Bair Tsybekdorzhiev Arsalan Baldanov      |
| Par équipe hommes junior | Italie David Pasqualucci Yuri Belli Dino Bizzotto      | Turquie Mete Gazoz Onur Tezel Oguzhan Kucuk                   | Russie Buianto Tsyrendorzhiev Aldar Gombozhapov Tsyren Baltakov   |
| Par équipe femmes        | Japon Tomomi Sugimoto Kaori Kawanaka Rina Sugibayashi  | Pologne Natalia Lesniak Karina Lipiarska-Palka Wioleta Myszor | Géorgie Khatuna Narimanidze Yulia Lobzhenidze Kristine Esebua     |
| Par équipe femmes junior | Italie Loredana Spera Tanya Giaccheri Tatiana Andreoli | Taipei chinois Yeh Yu-chen Chang Rong-jia Su Szu-ping         | Russie Tuiana Dashidorzhieva Balzhin Dorzhieva Rozalina Timofeeva |

### À poulie
| Épreuves                 | Or                                                 | Argent                                                    | Bronze                                                         |
| ------------------------ | -------------------------------------------------- | --------------------------------------------------------- | -------------------------------------------------------------- |
| Individuel hommes        | Sébastien Peineau France                           | Mike Schloesser Pays-Bas                                  | Omid Taheri Iran                                               |
| Individuel hommes junior | Viktor Orosz Hongrie                               | Christos Aerikos Grèce                                    | Anton Bulaev Russie                                            |
| Individuel femmes        | Irene Franchini Italie                             | Albina Loginova Russie                                    | Sarah Prieels Belgique                                         |
| Individuel femmes junior | Lucia Valeria Chavarria Mexique                    | Cassidy Cox États-Unis                                    | Athena Caiopoulos États-Unis                                   |
| Par équipe hommes        | Italie Sergio Pagni Michele Nencioni Luigi Dragoni | Danemark Martin Damsbo Patrick Laursen Stephan Hansen     | France Sébastien Peineau Jean-Philippe Boulch Fabien Delobelle |
| Par équipe hommes junior | Russie Dmitry Stepanov Anton Bulaev Boris Chizhov  | Italie Jesse Sut Manuel Festi Viviano Mior                | Australie Devilliers Duvenage Remy Leonard Harri Howden        |
| Par équipe femmes        | Danemark Tanja Jensen Erika Anear Sarah Sonnichsen | Russie Albina Loginova Natalia Avdeeva Mariia Vinogradova | Italie Irene Franchini Laura Longo Eleonora Sarti              |
| Par équipe femmes junior | Turquie Nevin Akdag Gizem Elmaagacli Evrim Saglam  | Russie Sofia Fadeeva Alexandra Savenkova Diana Ravilova   | Italie Camilla Alberti Aurora Tozzi Giulia Grascelli           |